# Epigrams on Programming
Epigrams on Programming  est un article d'Alan Perlis publié en 1982 dans le journal Special Interest Group on Programming Languages (SIGPLAN) de l'ACM. Les épigrammes sont de courtes déclarations humoristiques en série largement citées sur les ordinateurs et la programmation, neutres en termes de langage de programmation.
Ces épigrammes ont été publiées pour la première fois en septembre 1982, dans les SIGPLAN Notices 17(9).